# 蔵賀
蔵賀（ぞうが、延喜17年（917年） - 長保5年6月9日（1003年7月10日））は、平安時代中期の天台宗の僧。増賀、僧賀とも書く。父は参議橘恒平。多武峰先徳（とうのみねせんとく）とも呼ばれる。
比叡山で慈恵大師（元三大師）良源に師事して天台教学を学び、963年（応和3年）如覚の勧めで多武峰（奈良県桜井市）に住し、「摩訶止観」「法華文句」を講じ、「法華玄義鈔」「無限念仏観」などを著した。また、毎年四半期ごとに法華三昧を修した。一方不動供（不動明王を供養する修法）などの修法や法華経読誦を行い奇瑞を現したという。高い名誉や利権を嫌い、奇行譚を多く残した。即身仏となったと伝わる。